# Ficinia deusta
Ficinia deusta är en halvgräsart som först beskrevs av Peter Jonas Bergius, och fick sitt nu gällande namn av Margaret Rutherford Bryan Levyns. Ficinia deusta ingår i släktet Ficinia och familjen halvgräs. Inga underarter finns listade i Catalogue of Life.